# Педара (Асколи Пичено)
Педара (итал. Pedara) насеље је у Италији у округу Асколи Пичено, региону Марке.
Према процени из 2011. у насељу је живело 17 становника. Насеље се налази на надморској висини од 494 м.